# Bafureira
Bofareira (em Crioulo cabo-verdiano (escrito em ALUPEC): Bofaréra) é uma aldeia na ilha de Boa Vista de Cabo Verde.

## Clube do esportes
- Onze Estrelas